# 소녀 탐정 박해솔
《소녀 탐정 박해솔》은 2012년 2월 12일부터 2012년 3월 4일까지 방영된 KBS 드라마 스페셜 연작 시리즈 시즌2의 세 번째 작품이다.

## 등장 인물

### 주요 인물
- 박해솔 : 박해솔 역 (아역 박해솔)
- 김주영 : 최태평 역
- 이민우 : 유석원 역

- 김현균 : 박원재 역
- 김연수 : 김영애 역
- 이문수 : 박갑용 역
- 김승욱 : 권학준 역
- 문보령 : 신유진 역
- 이달형 : 박성일 역
- 이다인 : 이은주 역

### 그 외 인물
- 고인범 : 황천수 역
- 한수아 : 김은희 역
- 염동헌 : 이종락 역
- 노영학 : 김진혁 역
- 김권 : 민수영 역
- 최덕문 : 노필진 역
- 정성운 : 정태훈 역
- 최윤소 : 예리나 역
- 유준홍 : 뚱남학생 역